# Puerto Madero

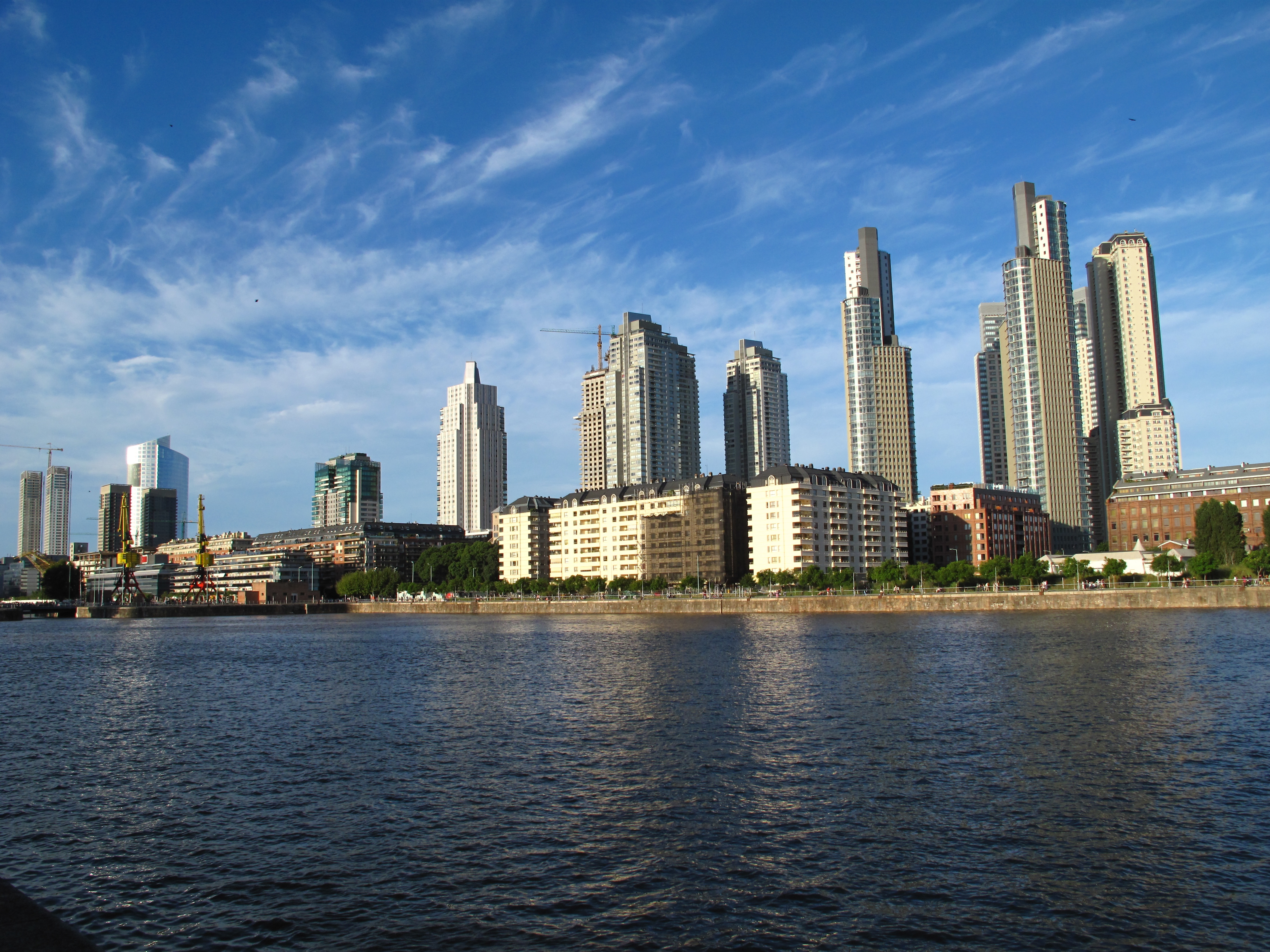
Puerto Madero

Puerto Madero az argentin főváros, Buenos Aires egyik legmodernebb kerülete. A Río de la Plata torkolatánál fekszik.

## Története

### 19. század
Buenos Aires megalapítása óta küzdött azzal a problémával, hogy a sekély vizű folyótorkolat miatt a nagy teherszállító hajók nem tudtak közvetlenül a kikötőben kikötni. Az ilyen esetekben a hajókat a parttól messzebb lehorgonyozták, és az utasokat kompokon, az árut pedig bárkákon szállították a partra.
1882-ben a kormány pályázatot írt ki a probléma megoldására. A nyertes Eduardo Madero lett, a tervet az angol mérnök, Sir John Hawkshaw dolgozta ki.
Az építkezés 1887-ben kezdődött, és bár csak 1897-ben fejezték be, a kikötő bizonyos felszereléseit már előbb elkezdték használni. A beruházás drága és a kor egyik úttörő mérnöki feladata volt, azonban tíz évvel befejezése után már elavultnak tűnt az új, nagyobb hajók mellett.
A kormánynak így újabb kikötő építését kellett elrendelnie, amivel már Luis Huergo mérnököt bízták meg. Az ő elgondolása szerint a lépcsőzetes kialakítású dokkokat közvetlenül a folyó felé nyitják meg. A tervet Huergo már az 1880-as években kiírt pályázatra is benyújtotta, de akkor visszautasították. Most azonban terveit Puerto Nuevo (Új kikötő) néven valósították meg, ami még ma is működik, mióta 1911-ben megnyitották az első elkészült részlegét.

### 20. század

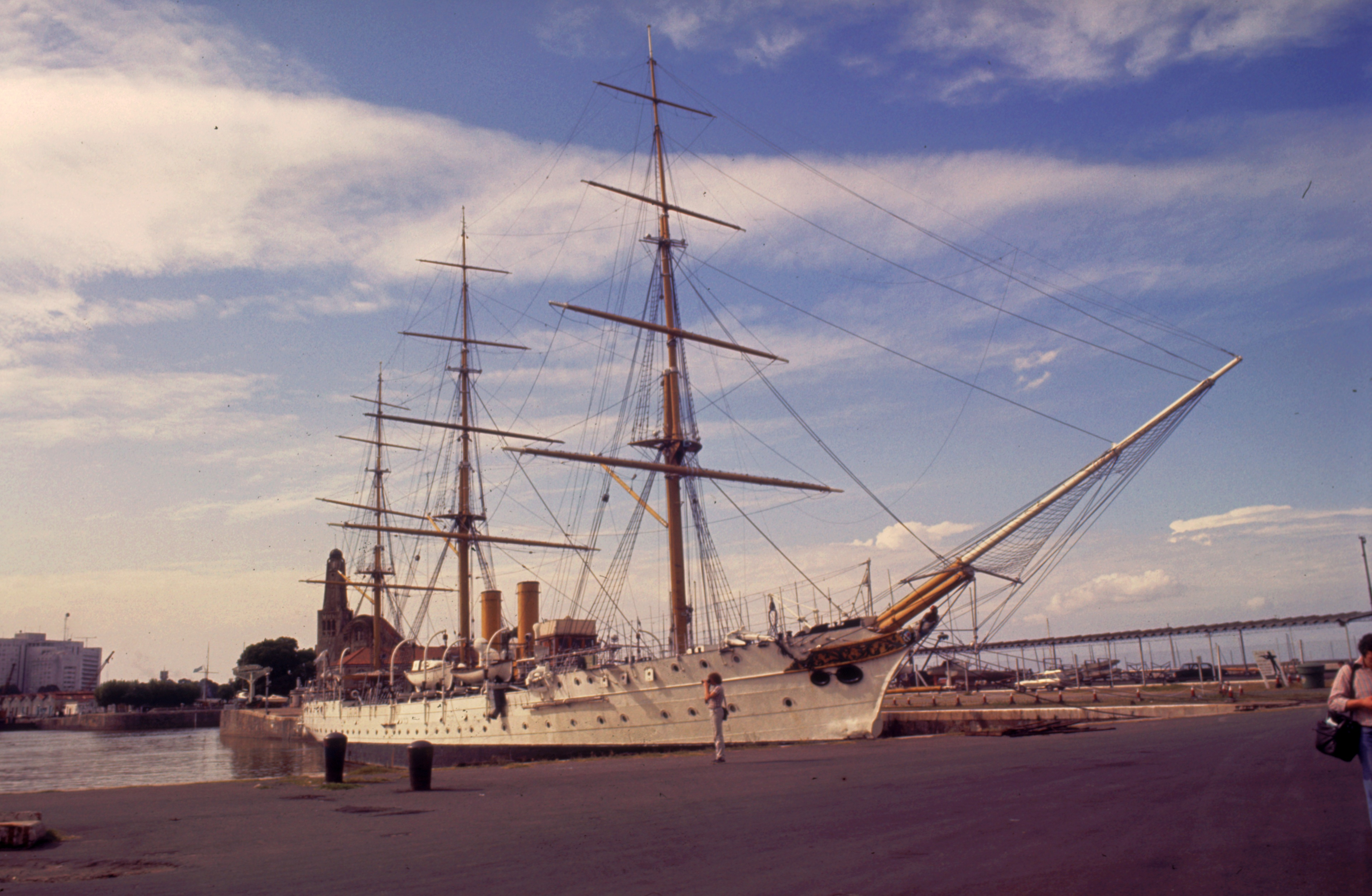
A kikötőben horgonyoz a ARA Presidente Sarmiento fregatt, régen kiképzőhajó volt, ma múzeum van berendezve fedélzetén

Amikor a Port Nuevot 1926-ban befejezték, a régebbi Madero kikötő fölöslegessé vált, és bár mint mellékes kikötő tovább funkcionált, a terület hanyatlásnak indult, és hamar Buenos Aires egyik legfejletlenebb vidékévé vált. A 20. század során többször (1925, 1940, 1960, 1969, 1971, 1981, és 1985) próbálták városiasítani vagy éppen megsemmisíteni a régi kikötőt, de a tervekből végül semmi nem valósult meg.
1989. november 15-én a Munkaügyi Minisztérium Belföldi és Buenos Aires-i Osztálya aláírta a Corporación Antiguo Puerto Madero (Régi Puerto Madero Vállalat) részvénytársaság alapító okiratát, melynek célja a terület urbanizálása volt. Mind a kormány, mind pedig a város egyenlő félként vettek részt a projektben.
A 170 hektár nagyságú területért több szervezet is érdeklődött: a Kikötők Általános Adminisztrációja, az argentin vasút és a Junta Nacional de Granos (Nemzeti Gabona Bizottság) is igényt tartott a régi kikötőre. Végül az aláírt megállapodás alapján az egész területet átengedték a Corporación Antiguo Puerto Maderonak, míg az urbanizáció fejlesztése a kormány feladata maradt.

### 21. század
Az 1990-es években a helyi és külföldi befektetések rengeteget költöttek a negyed megújítására, a raktárakat elegáns lakóházakká, irodákká, loftlakásokká, magánegyetemekké (itt található a Pontificia Universidad Católica Argentina, ami a legjobb latin-amerikai egyetemek egyike), luxusszállodákká és éttermekké alakították át. Ezen változtatásokat sorra követték a további lehetőségek. A Buenos Aires Hilton 1999-es megnyitásának hatására a terület keleti részében egymás után nyíltak az új multiplex mozik, színházak, kulturális központok, luxushotelek, irodák és vállalati székhelyek. Buenos Airesben a mai napig itt folynak a legnagyobb városfejlesztési beruházások.
Puerto Madero újjáépítése nemzetközi összefogás eredménye volt, mely olyan neves építészeket vonzott, mint például Santiago Calatrava, Norman Foster, César Pelli, és Philippe Starck. Ma, mint Buenos Aires legdivatosabb kerülete, mind a pályakezdő, mind a korábban visszavonult építészek egyik legnépszerűbb tervezési helyszíne a városban. Az ingatlanok növekvő ára a külföldi vásárlók érdeklődését is felkeltette, különösen a nagy befektetési vagyonnal rendelkezőkét.

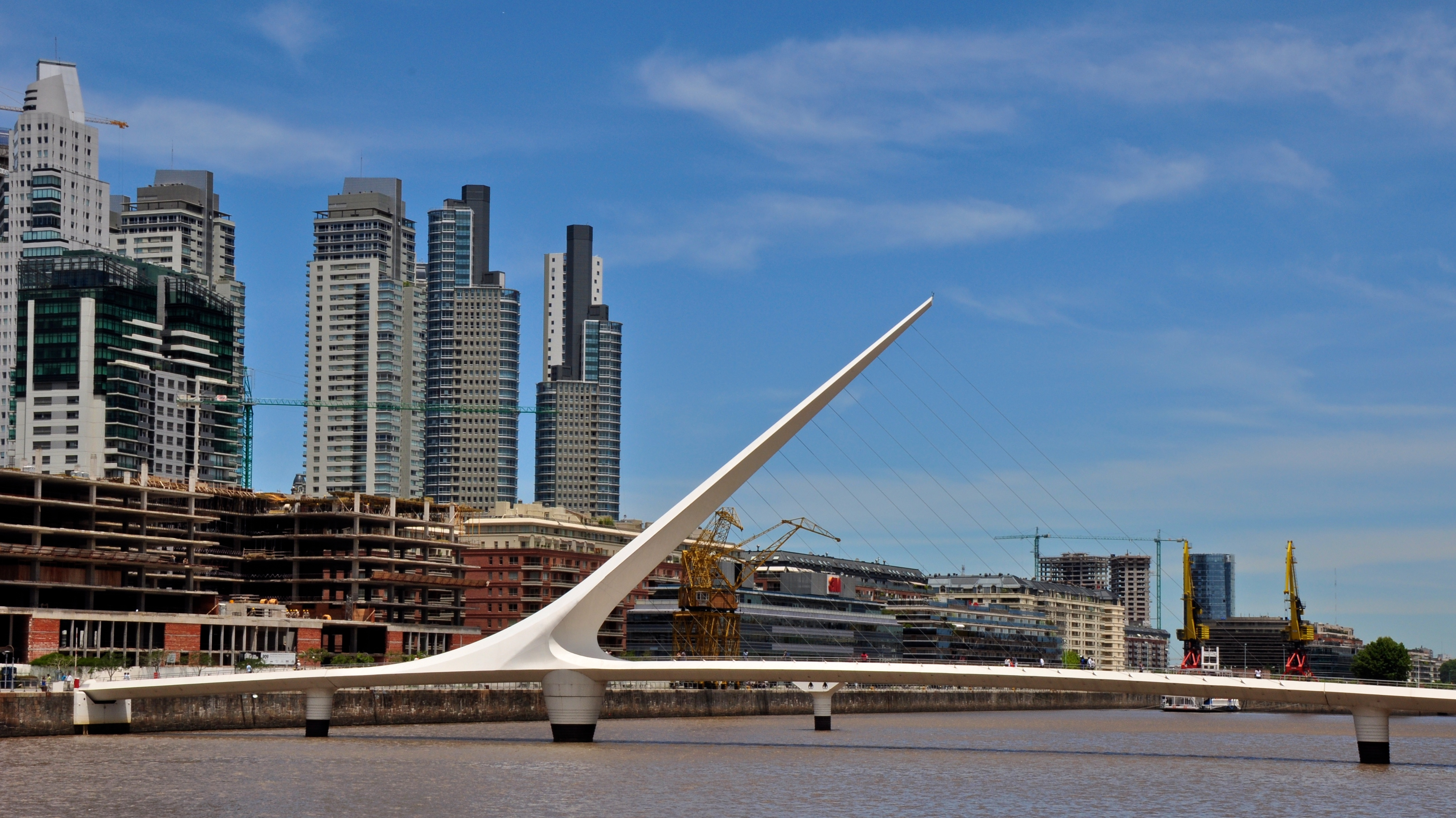
A Nők hídja (Puente de la Mujer)

A kerület teljes úthálózatát felújították. A keleti rész elrendezését jelenleg három kelet-nyugat irányú sugárút uralja, amit a Juana Manso Avenue, a terület főútja keresztez. Az elrendezést néhány másik sugárút, kisebb utcák és számos sétálóutca teszi teljessé, valamennyi kelet-nyugat, illetve észak-dél irányú.
Puerto Madero minden utcája híres nőkről lett elnevezve. A Calatrava által tervezett Nők hídja (Puente de la Mujer) a legkésőbbi összekötő elem a keleti és nyugati dokkok között. A 2008-ban felavatott Fortabat Art Collection nevű szépművészeti múzeum Argentína leggazdagabb asszonya, Amalia Lacroze de Fortabat gyűjteményét mutatja be.

#### Felhőkarcolók
2000 óta számos toronyházat építettek, ami a Rio de la Platára néz. Ilyenek például a El Mirador of Puerto Madero Towers, Renoir Towers, El Faro Towers, Chateau Tower of Puerto Madero, Mulieris Towers, és a Repsol YPF Tower.

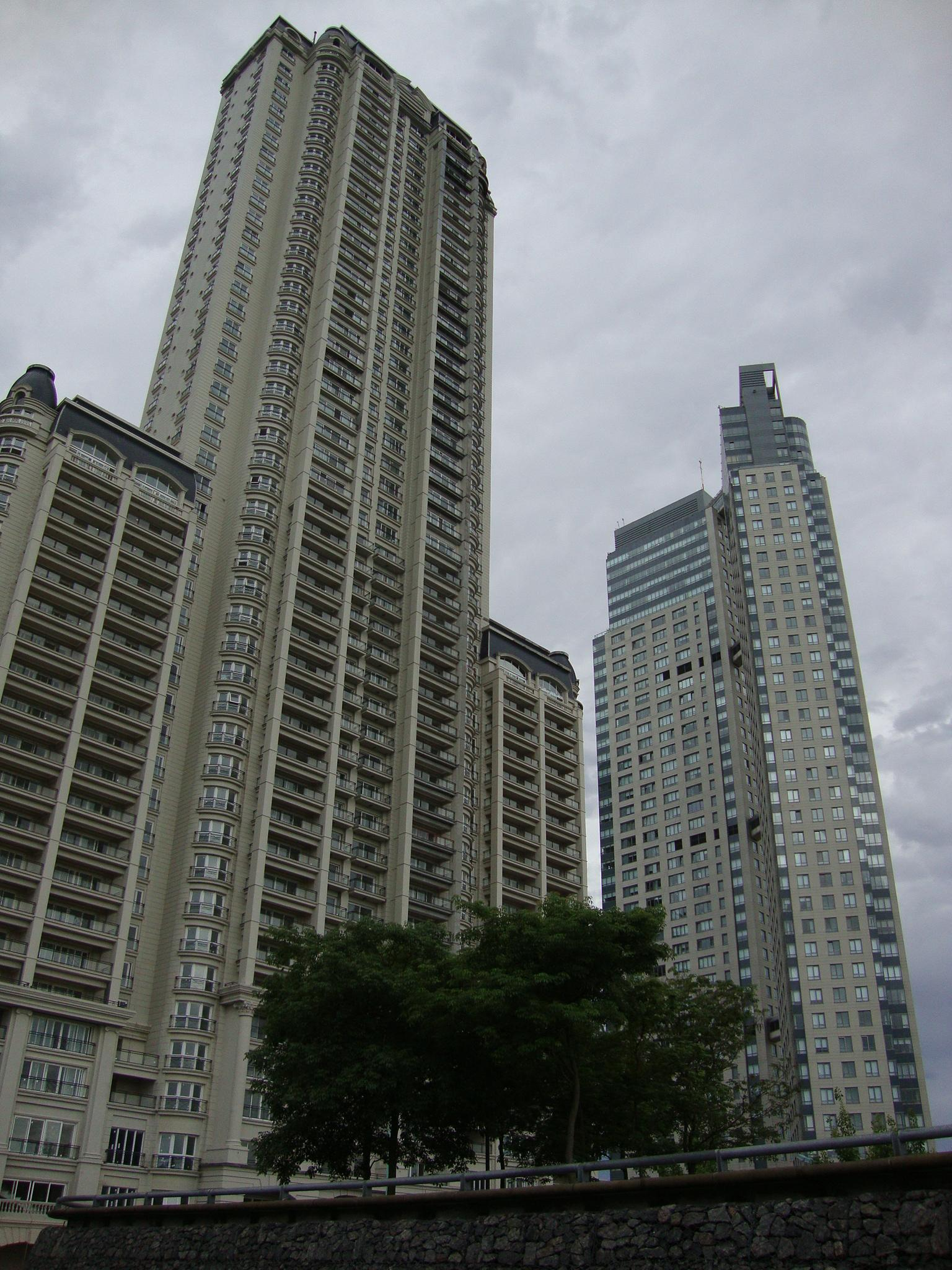
A Chateau Tower of Puert MAdero, háttérben az El Faro
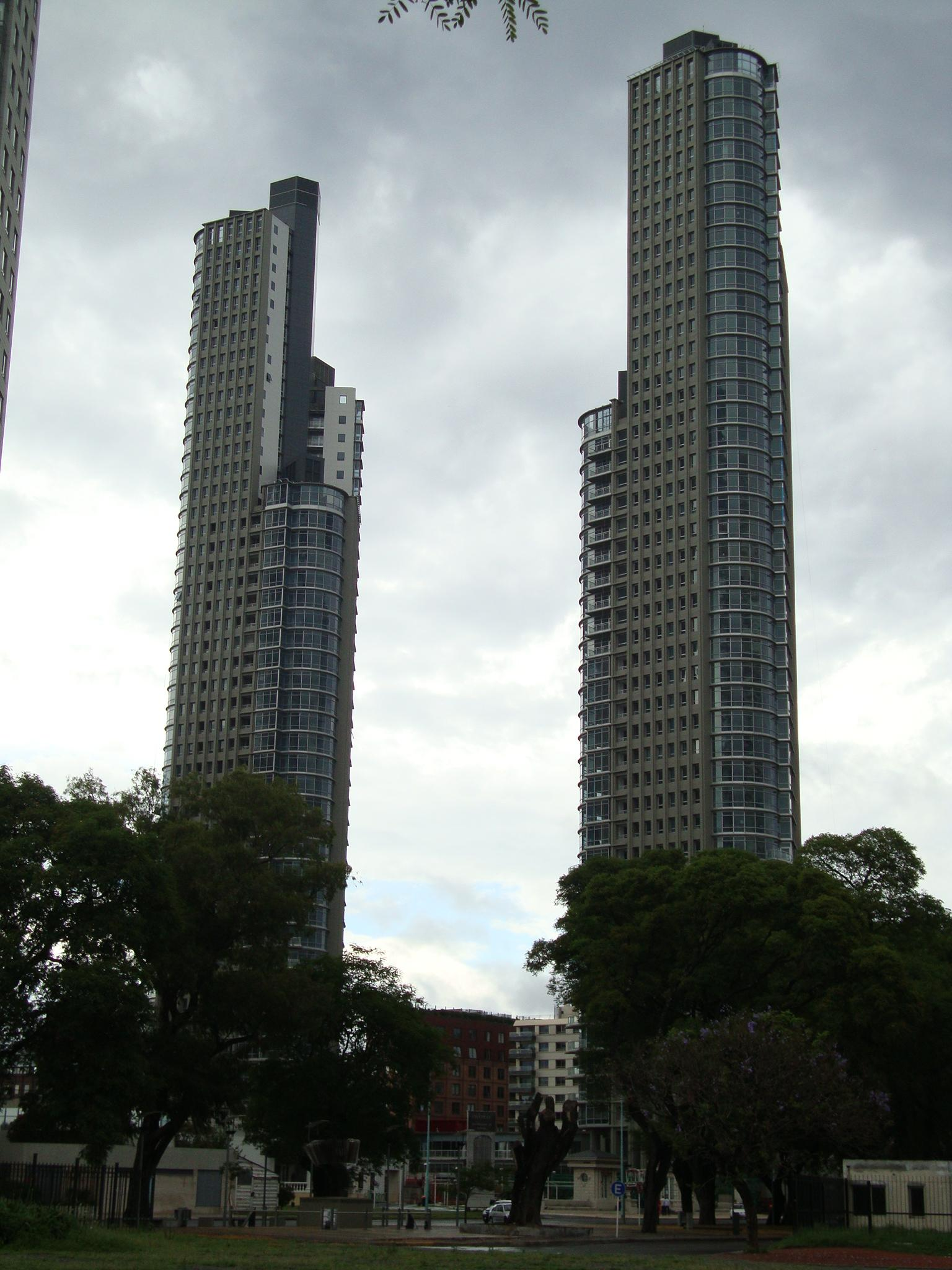
Mulieris Towers
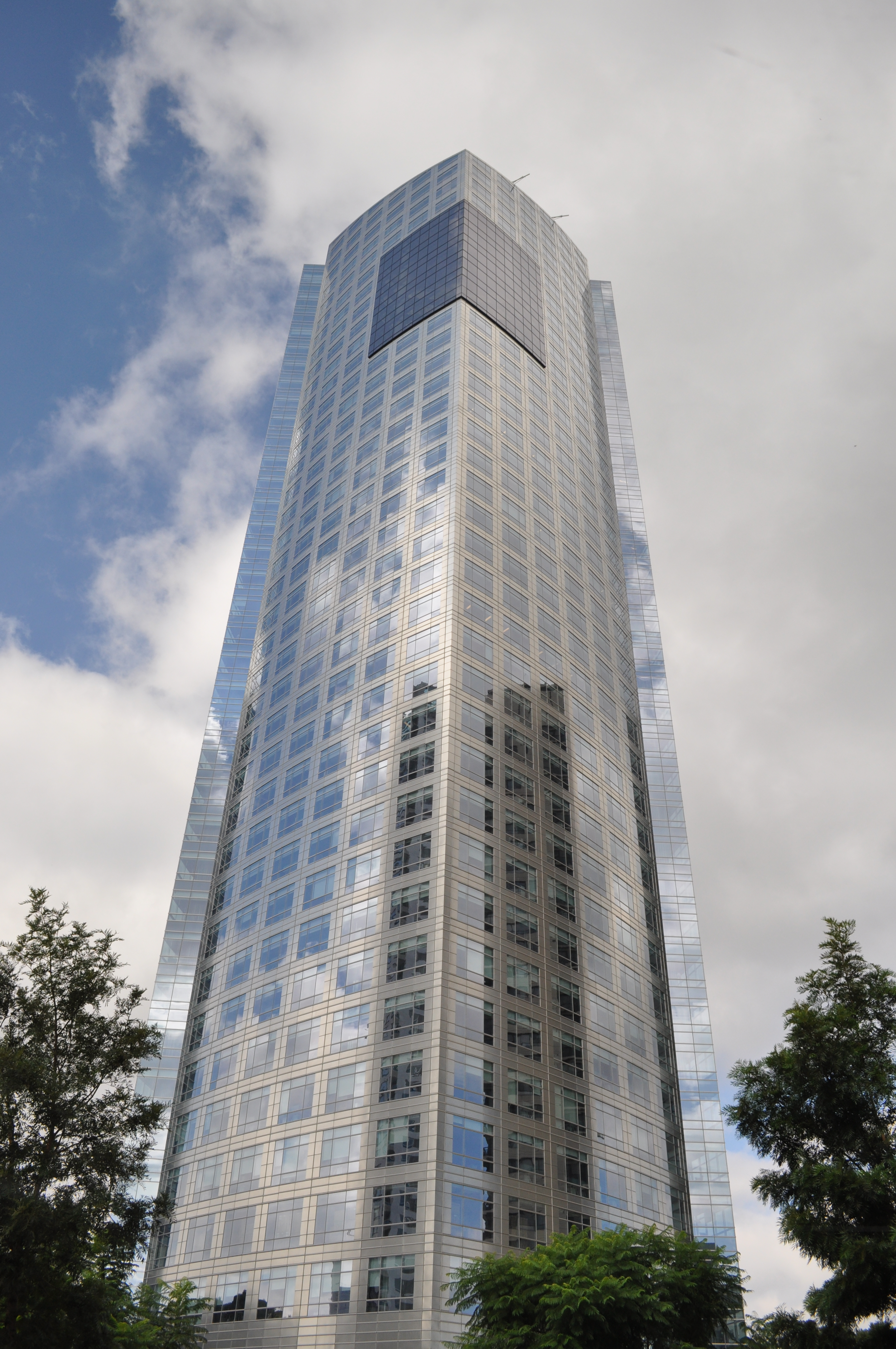
Repsol YPF Tower

## Közlekedés
A kerület tömegközlekedésének legfontosabb eleme a 2 km hosszú Puerto Madero villamosvonal, ami az Alicia Moreau de Justo Avenue-vel párhuzamosan fut. Emellett azonban csupán néhány buszjárat van, ami átszeli Puerto Maderot. A városrész elég rosszul kapcsolódik a város tömegközlekedési hálózatához. Buenos Aires hat metróhálózata közül egyik sem megy a kerületbe, és jelenleg nincs hivatalosan terv sem, hogy a városrészt hozzákapcsolják a metróhálózathoz. A villamos vonalát azonban tervezik továbbfejleszteni, hogy a későbbiekben ezzel kössék össze Retiro és Constitución Vasútállomásokat.

### Autópálya
Az argentin kormány már régóta tervezi egy autópálya építését, ami Puerto Maderon keresztül kötné össze Buenos Aires északi és déli részét. Több lehetőség is felmerült a kivitelezésről, többek között föld alatt, földtől elemelve, és víz alatt elvezetett autópályáról, utóbbi Julio Torcello magánbefektető ötlete alapján. Eddig minden eshetőséget elvetettek. A föld feletti, illetve földön megépítve, autópálya elvágán Puerto Maderot a város többi részétől, a föld alatti autópálya pedig rendkívül költséges és negatív hatása lenne. A víz alatti autópálya kivitelezését pedig sokan lehetetlennek tartják.

## Fordítás
Ez a szócikk részben vagy egészben  a   Puerto Madero című angol Wikipédia-szócikk ezen változatának fordításán alapul.  Az eredeti cikk szerkesztőit annak laptörténete sorolja fel. Ez a jelzés csupán a megfogalmazás eredetét és a szerzői jogokat jelzi, nem szolgál a cikkben szereplő információk forrásmegjelöléseként.